# Joseph Kiermeier-Debre
Joseph Kiermeier-Debre (geborener Kiermeier; * 22. September 1946 in Ergoldsbach) ist ein deutscher Literatur-, Theater- und Kunstwissenschaftler, Hochschullehrer, Museumsleiter, Kurator, Programmmacher und Autor. Kiermeier-Debre lebt in Unterthingau, ist verheiratet mit Monika Debre und hat eine Tochter.

## Leben und Wirken

### Werdegang
Joseph Kiermeier-Debre legte das Abitur am Hans-Leinberger-Gymnasium in Landshut ab. Danach studierte er an den Universitäten München und Münster Germanistik, Theaterwissenschaft, Kunstgeschichte und Philosophie. Nach der Magisterprüfung in München 1975 promovierte er bei Eckhard Heftrich 1978 in Münster über Jean Paul. Nach Tätigkeiten als Assistent in Fribourg (CH) und Gießen bei Peter Horst Neumann und Lehraufträgen in Bamberg folgte 1986 die Habilitation im Fach Neuere deutsche Literatur in Gießen über selbstbezügliches Theater von Harsdörffer bis Handke. Von 1986 an unterrichtete Kiermeier-Debre unterbrochen von Lehrstuhlvertretungen an der Universität Gießen und Freiburg im Breisgau und von einer Gastdozentur an der Universität der Künste in Berlin im Fach „Szenisches Schreiben“ (2006 / 2008) als außerplanmäßiger Professor am Institut für Neuere deutsche Literatur an der Ludwig-Maximilians-Universität München. Als Autor und Herausgeber hat er zur Literatur, im Spezifischen zur Poetik des Dramas und der Oper, zum Theater und zur Kunst vom Barock bis zur Gegenwart zahlreiche Veröffentlichungen und Aufsätze vorgelegt.